# Пасивно-агресивна поведінка
Пасивно-агресивна поведінка характеризується пасивною ворожістю та уникненням прямого спілкування. Бездіяльність у ситуаціях, коли існують певні загальноприйнятні дії, є типовою пасивно-агресивною стратегією (запізнюватися з дією, мовчати, коли очікується відповідь). Така поведінка може бути вираженням труднощів у боротьбі з негативними емоціями.
Це дія, якщо вона випадкова й істотно не заважає соціальним чи професійним функціям чи стосункам; це поведінка, якщо такі дії стійко повторюються.

## Застосування

### Психологія
У психології пасивно-агресивна поведінка характеризується звичкою до неактивного опору очікуваним вимогам, до протидії, похмурості, впертості та негативного ставлення у відповідь на вимогу нормального рівня продуктивності, який очікують інші. Найчастіше це виникає на робочому місці, де опір проявляється через непряму поведінку, таку як зволікання, забудькуватість та цілеспрямована неефективність, особливо як реакція на вимоги авторитетів, але може виникати і в міжособистісних контекстах.
Інше джерело характеризує пасивно-агресивну поведінку так: «риса особистості, позначена всепроникною схемою негативних установок, яка характеризується пасивним, іноді обструктивістським опором тому, щоб відповідати очікуванням у міжособистісних чи професійних ситуаціях. У поведінці проявляється через набуту безпорадність, зволікання, впертість, обурення, похмурість чи навмисне / неодноразове невиконання запитуваних завдань, за які людина (часто явно) відповідає». Інші приклади пасивно-агресивної поведінки можуть включати уникнення прямого чи чіткого спілкування, ухилення від проблем, страх перед близькістю або конкуренцією, виправдання, звинувачення інших, обструкціонізм, вдавання жертви, фальсифікацію дотримання прохань, сарказм, компліменти з подвійним змістом та приховування гніву.

### Теорія конфліктів
У теорії конфліктів пасивно-агресивна поведінка може нагадувати поведінку, яку можна назвати котячою: вона складається з навмисних, активних, але ретельно завуальованих ворожих дій, які суттєво відрізняються за характером від неасертивного стилю пасивного опору.

## Історія
Пасивно-агресивну поведінку вперше клінічно визначив полковник Вільям Меннінгер під час Другої світової війни в контексті реакції чоловіків на покору у війську. Меннінгер описав солдатів, які не виявляли відкритого протистояння, але висловили свою громадянську непокору (він назвав це «агресивністю») «через пасивні дії, такі як ридання, впертість, зволікання, неефективність та пасивний обструкціонізм», і причинами цього назвав «незрілість» і реакцію на «рутинний військовий стрес».
З деяких психоаналітичних поглядів, непокора не є індикатором справжньої пасивно-агресивної поведінки, а натомість може розглядатися як прояв подавлених емоцій, заснованих на потребі у визнанні.